# Phoebe sterculioides
Phoebe sterculioides är en lagerväxtart som först beskrevs av Adolph Daniel Edward Elmer, och fick sitt nu gällande namn av Elmer Drew Merrill. Phoebe sterculioides ingår i släktet Phoebe och familjen lagerväxter. Inga underarter finns listade i Catalogue of Life.